# Kapselendoskopie
Die Kapselendoskopie ist ein im Jahre 2000 vorgestelltes und 2001 erstmals allgemein angewendetes bildgebendes Verfahren zur Darstellung der Schleimhaut des Verdauungstraktes mit Hilfe einer verschluckbaren Kamerakapsel (Pill-Cam). Auf ihrem Weg durch den Magen-Darm-Kanal nimmt die Kapsel automatisiert Bilder der Schleimhaut des Verdauungstraktes auf und sendet sie nach außen an einen tragbaren Datenrekorder. Später können die Bilder von einem entsprechend geschulten Arzt auf krankhafte Veränderungen hin beurteilt werden.

## Entwicklungsgeschichte
Für den Einsatz in der Humanmedizin wurde die Videokapsel von dem israelischen Ingenieur Gavriel Iddan während seiner Tätigkeit bei Rafael Advanced Defense Systems Ltd., einer Forschungs- und Entwicklungsabteilung des israelischen Verteidigungsministeriums, entwickelt und patentiert. Nach Erstbeschreibung der Kapselendoskopie im Jahr 2000, Erhalt der CE-Zertifizierung für Europa und Zulassung durch die US-amerikanische Food und Drug Administration (FDA), wurde diese von der Firma Given Imaging Ltd, Jokne’am, Israel, im Jahr 2001 zum klinischen Einsatz gebracht. Mittlerweile gibt es mehrere Hersteller von Kamerakapselsystemen, wie auch unterschiedliche Kamerakapseltypen, die speziell für die Untersuchung der Speiseröhre, des Magens und des Dünn- und Dickdarms entwickelt wurden und ausgelegt sind. Wurde also die Methode ursprünglich zur Untersuchung des bis dahin endoskopisch nur schwer zugänglichen Dünndarms entwickelt, lassen sich heute alle Abschnitte des Magen-Darm-Kanales kapselendoskopisch untersuchen.

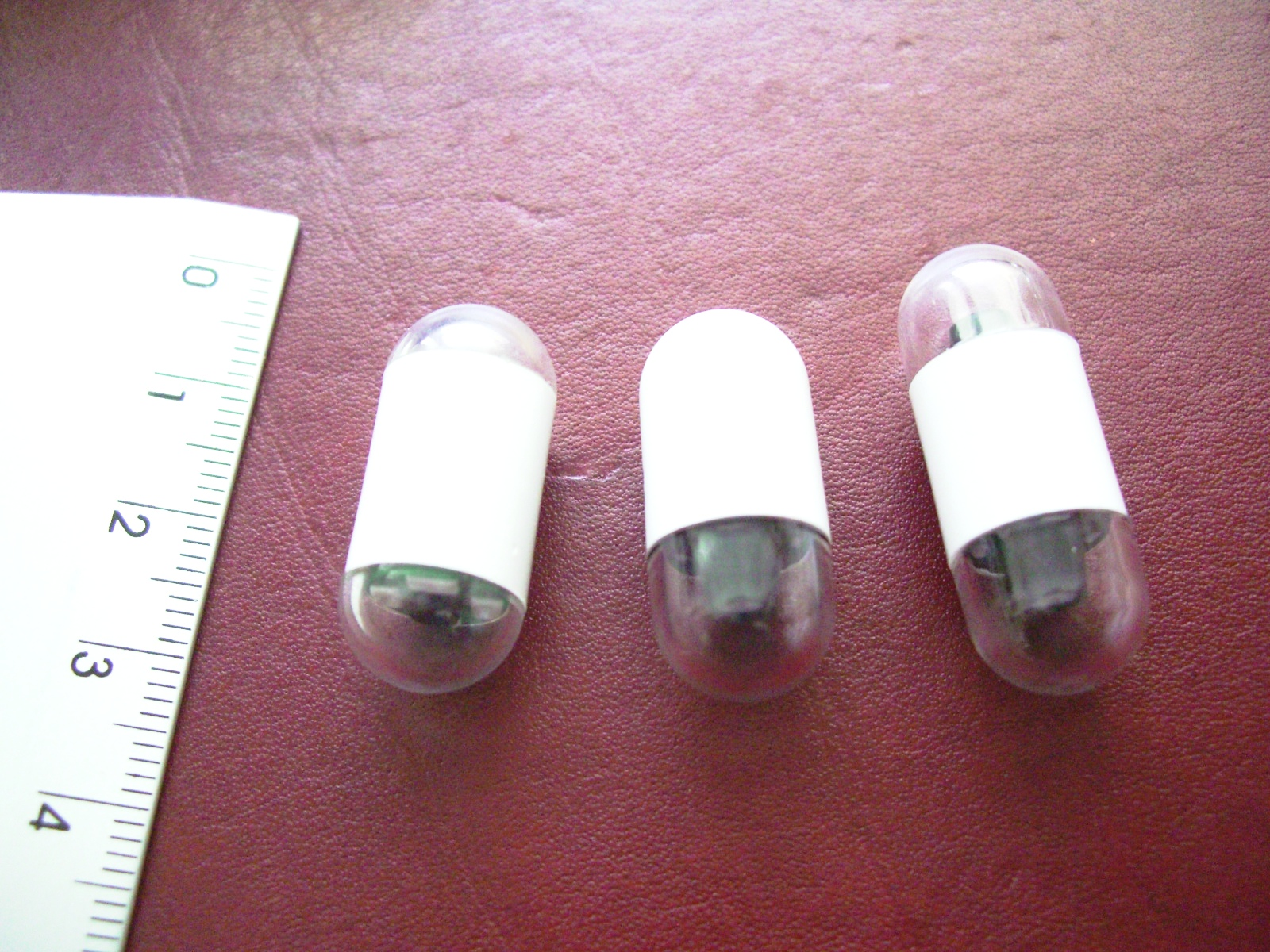
Beispiele für Kamerakapseln zur Untersuchung der Speiseröhre, des Dünndarms und des Dickdarms (von links nach rechts)

## Kapselendoskopie der Speiseröhre und des Magens
Die Kapselendoskopie der Speiseröhre hat sich gegenüber der herkömmlichen Spiegeluntersuchung, die in aller Regel leicht durchführbar und unproblematisch ist, im klinischen Alltag nicht durchsetzen können.
Zur alleinigen Untersuchung des Magens gibt es die sogenannte magnetgeführte Kapselendoskopie (Kapsel kann mittels magnetischer Führung an den gewünschten Magenabschnitten platziert werden). Dieses Verfahren wird bisher in klinischen Studien erprobt und hat, wie die Kapselendoskopie der Speiseröhre, noch keinen Eingang in die klinische Routine gefunden.

## Kapselendoskopie des Dünn- und Dickdarmes
Anders als die Kapselendoskopien von Speiseröhre und Magen hat sich die Kapselendoskopie des Dünndarmes einen festen Stellenwert in der Diagnostik erworben, und die Dickdarmkapselendoskopie ist auf dem Weg dorthin.

### Technik der Dünn- und Dickdarmkapselendoskopie
Die Videokapsel für den Dünndarm (hier abgebildet die PillCam SB von Given Imaging) ist eine frei schwimmende winzige Digitalkamera, die einschließlich Beleuchtung, Steuer- und Sendeelektronik sowie den Batterien eine Abmessung von ca. 26 mm Länge und etwa 11 mm Durchmesser aufweist. Die neueste Kapselgeneration passt die Bildaufnahmefrequenz der Geschwindigkeit an, mit der sich die Kamerakapsel im Darm bewegt: bei langsamer Geschwindigkeit werden zwei Bilder pro Sekunde aufgenommen, in schnellen Passagen dagegen sechs Bilder pro Sekunde. Dies erfolgt mit einem Aufnahmewinkel von 156°. Das kleinste detektierbare Objekt hat eine Größe von 0,7 mm. Die Batteriekapazität gewährleistet eine Aufnahme-/Untersuchungsdauer von mehr als 11 Stunden.
Die Videokapsel für den Dickdarm hat zwei Kameraköpfe: an jedem Ende eine. Dadurch können hinter Falten liegende Areale besser visualisiert werden, die mit anderen Verfahren schwerer einsehbar sind. Beide Kameraköpfe besitzen einen Aufnahmewinkel von je 172°, so dass fast eine Rundumsicht möglich ist. Die Bildaufnahmefrequenz variiert in Abhängigkeit von der Geschwindigkeit, mit der sich die Kamerakapsel im Darm bewegt, zwischen 4 und 35 Bildern pro Sekunde.

### Durchführung der Dünn- und Dickdarmkapselendoskopie
Vor Beginn einer Kapselendoskopie ist eine gründliche Darmreinigung nötig. Die Kapsel wird geschluckt, und während ihrer sechs- bis achtstündigen Reise durch den Verdauungstrakt nimmt sie Bilder aus dem Darminneren auf, die per Funk an eine am Körper mitgeführte, akkuversorgte Empfangs- und Speichereinheit gesendet werden. Der Patient kann sich somit während der Aufnahme der 50- bis 60.000 Bilder frei bewegen. Die Bilder werden später mittels einer speziellen Software zu einem Videostream zusammengefügt und durch einen Arzt ausgewertet. Die Kapsel wird nur ein einziges Mal verwendet. Die Untersuchung kommt ohne ionisierende Strahlung aus. Auch müssen keine Beruhigungs- oder Betäubungsmittel gegeben werden. Bei der Untersuchung mit der Dickdarmkapsel trinkt der Patient während der Passage der Kapsel zusätzlich 1- bis 2-mal eine spezielle Flüssigkeit, damit die Kapsel schneller den Dickdarm erreicht.

## Indikationen zur Dünndarmkapselendoskopie

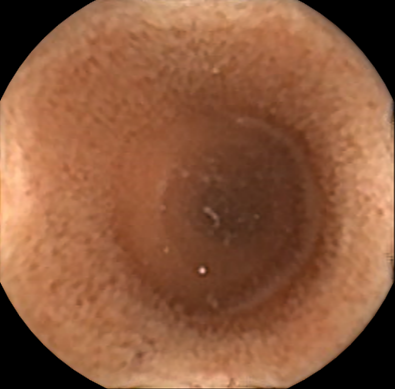
Kapselendoskopisches Bild normaler Dünndarmschleimhaut

Die Dünndarmkapselendoskopie hat sich als diagnostischer Goldstandard für die Beurteilung des Dünndarms etabliert. So kann nach den Empfehlungen der Deutschen Gesellschaft für Verdauungs- und Stoffwechselerkrankungen (DGVS) der Einsatz der Dünndarmkapsel prinzipiell bei jedem Verdacht auf eine Dünndarmerkrankung angezeigt sein. Die wichtigste Indikation ist jedoch die Abklärung einer weder aus dem Magen noch aus dem Dickdarm stammenden Darmblutung (sog. mittlere gastrointestinale Blutung). In den letzten Jahren hat sich die Kapselendoskopie auch bei Patienten mit Verdacht auf oder bei bekanntem Morbus Crohn in bestimmten Fragestellungen etabliert. Weitere mögliche Indikationen sind die Polyposis-Syndrome, die Zöliakie sowie einige andere Dünndarmerkrankungen.

## Indikationen zur Dickdarmkapselendoskopie

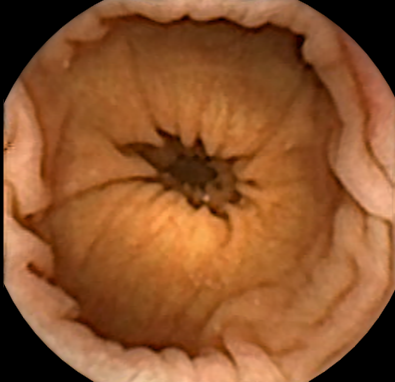
Kapselendoskopisches Bild normaler Dickdarmschleimhaut

Die Europäische Gesellschaft für Gastroenterologie (ESGE) empfiehlt in ihrer Leitlinie von 2012 den Einsatz der Dickdarmkapselendoskopie bei Patienten, bei denen eine vollständige herkömmliche Darmspiegelung nicht möglich war, sowie bei Patienten, bei denen ein erhöhtes Risiko für Blutungen, Darmverletzungen oder bei der Anwendung von Beruhigungs-/Betäubungsmitteln vorliegt. In Japan ist die Untersuchung mit der Kolonkapsel ab 2014 in allen Indikationsbereichen zugelassen, insbesondere wenn Patienten nicht in der Lage oder nicht bereit sind, sich herkömmlich koloskopieren zu lassen. Es entfällt eine instrumentelle Untersuchung im Intimbereich, was dem Schamgefühl vieler Menschen Rechnung trägt. Die Kamerakapsel ist ein steril verpackter Einmalartikel, der nach der Untersuchung verworfen wird. Auch das kann für viele Grund sein, sich für die Kapselkoloskopie zu entscheiden. Als besonders patientenfreundliches Verfahren hat sie das Potenzial, die Bereitschaft zur Teilnahme an der Darmkrebsvorsorgeuntersuchung zu erhöhen, was 2009 in einer deutschen Vorsorgestudie gezeigt werden konnte. Allerdings können etwaige Polypen nicht sofort abgetragen und Gewebsproben nicht entnommen werden, wie das bei der herkömmlichen Darmspiegelung möglich ist. Das muss bei der Entscheidung für oder gegen eine Dickdarmkapselendoskopie bedacht werden.

## Kontraindikationen zur Kapselendoskopie
Die wichtigste Kontraindikation für die Kapselendoskopie ist eine bekannte oder vermutete krankhafte Engstelle im Verdauungstrakt (Stenose), die die Kapselpassage behindern könnte.
Soll trotz einer möglichen Engstelle im Darm eine Kapselendoskopie durchgeführt werden, kann die Durchgängigkeit des Darmes für die Kamerakapsel mit einer Testkapsel (Patency-Kapsel) überprüft werden. Sie ist in Form und Größe mit der Dünndarm-Kamerakapsel identisch, löst sich aber nach etwa 30 Stunden Verweilzeit im Darm in kleine Einzelteile auf, die auch etwaige Engstellen problemlos passieren würden. Das Ausscheiden der intakten Kapsel zeigt die Durchgängigkeit des Darmes und die Möglichkeit der Durchführung einer Kapselendoskopie an.
Weitere Kontraindikationen sind Schluckstörungen (Aspirationsgefahr), Schwangerschaft und die gleichzeitige Durchführung einer Kernspintomografie (MRT-Untersuchung). Für Kinder unter 2 Jahren ist die Kapsel nicht freigegeben.

## Erstattungssituation

### Dünndarmkapselendoskopie
Die Kosten einer Dünndarmkapselendoskopie werden bei stationären Krankenhauspatienten über das DRG-System erstattet. Im ambulanten Bereich übernehmen die Privaten Krankenversicherungen seit 2005 die Untersuchungskosten für die Abklärung von unklaren Blutungen aus dem Magen-Darm-Kanal. Bei anderen Indikationen muss ein Einzelantrag bei der Kasse gestellt werden, den diese jedoch bei medizinisch gerechtfertigtem Einsatz in der Regel bewilligen. Die gesetzlichen Krankenkassen übernehmen die Untersuchungskosten seit 2011 zur Suche nach Blutungsquellen im Dünndarm und zur Abklärung einer Eisenmangelanämie.

### Dickdarmkapselendoskopie
Auch die Kosten für die Dickdarmkapselendoskopie werden bei stationären Krankenhauspatienten über das DRG-System erstattet. Im ambulanten Einsatz gibt es noch keine generelle Regelung; Krankenkassen und Privaten Krankenversicherungen übernehmen die Kosten auch in medizinisch begründeten Fällen nur ausnahmsweise.

## Konkurrierende und ergänzende Methoden

### Dünndarmuntersuchung
Der Dünndarm kann auch mit der Ballonenteroskopie untersucht werden, die diagnostische und therapeutische Maßnahmen auch in tieferen Dünndarmabschnitten (die mit dem Magenspiegel nicht erreicht werden können) ermöglicht. Diese Methode ist jedoch sehr zeitaufwändig und kann für den Patienten sehr belastend sein. Deshalb wird in der Regel im Vorfeld zu dieser Untersuchung kapselendoskopisch geklärt, ob eine Ballonenteroskopie überhaupt nötig ist, und auf welchem Weg (durch Mund, Speiseröhre und Magen oder von unten durch Anus, Rektum und Dickdarm) die Untersuchung stattfinden sollte. Im Vergleich mit radiologischen Verfahren (konventionelles Enteroklysma, Computertomografie, Magnetresonanztomografie) zeigt die Kapselendoskopie eine deutlich höhere Genauigkeit (Sensitivität) für Veränderungen an der Dünndarmschleimhaut, weshalb die radiologischen Verfahren zur Dünndarmuntersuchung (wie auch die Ultraschalluntersuchung des Dünndarmes) nur in ganz bestimmten, eher seltenen Fällen zum Einsatz kommen.

### Dickdarmuntersuchung
Die Standarduntersuchung des Dickdarms ist bei vermuteter oder gar wahrscheinlicher Dickdarmerkrankung die herkömmliche Darmspiegelung (Koloskopie). Weitere Methoden in Ausnahmefällen sind die Sonografie und die virtuelle Koloskopie (CT und MRT). Zur Früherkennung von Darmkrebs werden auch Stuhl- und Bluttests mit unterschiedlicher Sensitivität eingesetzt. Die Dickdarmkapselendoskopie hat in der Diagnostik von Dickdarmerkrankungen in Einzelfällen schon jetzt ihren gut begründeten Stellenwert und hat darüber hinaus in einer ersten Studie gezeigt, dass mit ihr die Akzeptanz der Darmkrebsvorsorgeuntersuchung in der Bevölkerung deutlich gesteigert werden kann.